# Alexandria (Écosse)
Pour les articles homonymes, voir Alexandria (homonymie).
Alexandria (en gaélique écossais : Am Magh Leamhna ; en scots : The Vale) est une ville d'Écosse, située dans la région du West Dunbartonshire, à six kilomètres au nord-ouest de Dumbarton. Elle est située sur les bords de la Leven (en) et proche du loch Lomond.

## Histoire
Historiquement, la ville s'est développée autour des industries de manufactures de coton, du blanchiment de textile et de l'imprimerie. Une marque de voitures, Argyll, a aussi opéré à Alexandria, avec une usine célèbre pour son dôme et son hall d'entrée en marbre, la Argyll Motor Works (en), qui a fonctionné de 1906 à 1914, reconvertie par la suite en usine de fabrication de torpilles, tenue par l'amirauté de la Royal Navy.

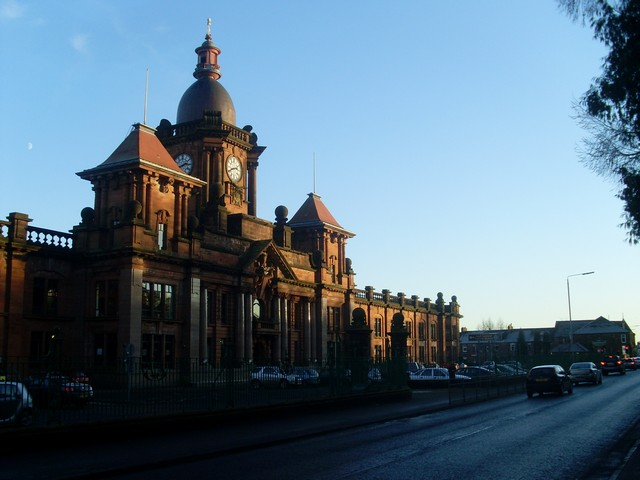
L'usine Argyll Motor Works.

## Voies de communication et transports
La gare de chemin de fer d'Alexandria est sur la ligne Dunbartonshire - Glasgow, Cumbernauld and Falkirk Grahamston , qui relie la ville avec Dumbarton, Clydebank, Glasgow et Airdrie.

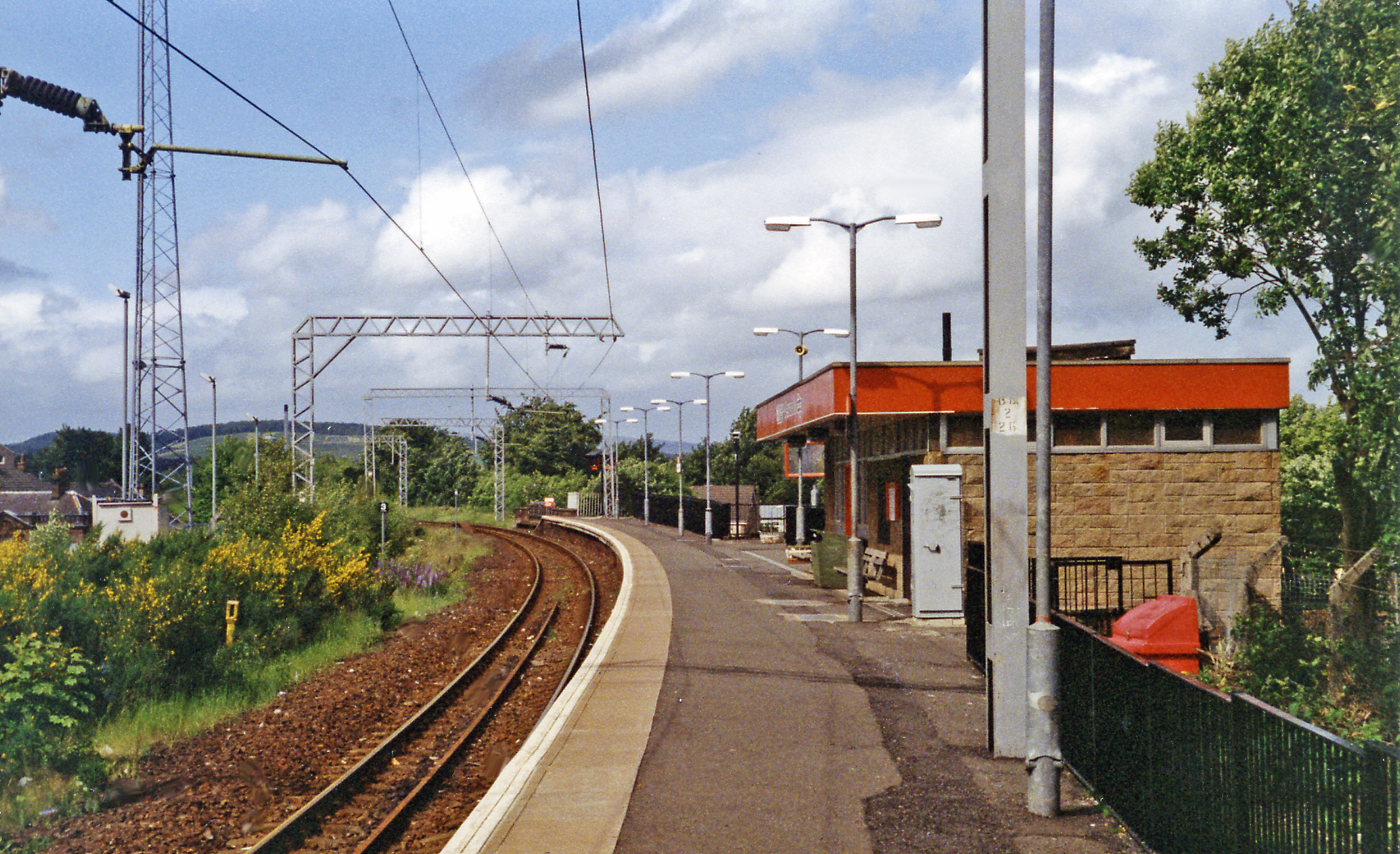
La gare d'Alexandria.

## Sports
La ville a abrité le club de football de Vale of Leven qui est célèbre pour être l'un des dix clubs fondateurs de la Scottish Football League au sein de laquelle elle a évolué de 1890 à 1926. 